# Phlogiellus inermis
Phlogiellus inermis é uma espécie de aranha pertencente à família Theraphosidae (tarântulas).